# Cimanganten
Cimanganten is een bestuurslaag in het regentschap Garut van de provincie West-Java, Indonesië. Cimanganten telt 6146 inwoners (volkstelling 2010).